# 井上弘
井上 弘（いのうえ ひろし、1940年（昭和15年）1月5日 - ）は、日本の実業家、株式会社TBSホールディングス及び株式会社TBSテレビ相談役。社長、会長を歴任した。東京都生まれ。東京大学文学部社会学科卒業。

## 経歴
- 1963年（昭和38年）4月：株式会社東京放送入社
- 1991年（平成3年）12月：株式会社東京放送テレビ営業局長
- 1993年（平成5年）6月：株式会社東京放送取締役テレビ営業局長
- 1995年（平成7年）5月：株式会社東京放送取締役テレビ編成局長
- 1996年（平成8年）6月：株式会社東京放送常務取締役
- 1997年（平成9年）6月：株式会社東京放送専務取締役
- 2001年（平成13年）6月：株式会社東京放送代表取締役副社長
- 2002年（平成14年）6月：株式会社東京放送代表取締役社長
- 2002年（平成14年）6月：株式会社毎日放送取締役
- 2003年（平成15年）6月：アール･ケー･ビー毎日放送株式会社監査役
- 2003年（平成15年）6月：株式会社毎日新聞社取締役
- 2004年（平成16年）6月：株式会社南日本放送取締役
- 2004年（平成16年）6月：株式会社アイビーシー岩手放送取締役
- 2004年（平成16年）10月：株式会社TBSテレビ代表取締役社長
- 2006年（平成18年）6月：東京エレクトロン株式会社取締役
- 2009年（平成21年）4月：株式会社東京放送ホールディングス兼株式会社TBSテレビ代表取締役会長[2]
- 2012年（平成24年）4月：一般社団法人日本民間放送連盟会長

※東京放送入社後は主に営業畑や経理畑を歩み、30代のときに税理士試験に合格。坂本堤弁護士一家殺害事件にかかわるオウムビデオ問題で報道畑など主流部局の信用が軒並み失墜し、社外の関係者や『NEWS23』キャスターの筑紫哲也まで取締役人事に介入する中での代表取締役就任となった。現在に至るまで番組制作の経験は一度もない。

### その他役職
- 財団法人IAAF世界陸上2007大阪大会組織委員会副会長
- 社団法人日本民間放送連盟会長
- 社団法人ACジャパン理事
- 財団法人毎日書道会理事
- 財団法人サントリー音楽財団理事
- 財団法人電通育英会評議員
- 財団法人放送文化基金評議員
- 「新日本様式｣協議会理事

## 過去の発言
- 2004年9月29日定例会見
  - 「新しい業界の方が参加を希望することはプロ野球全体のためにはいいことだと個人的には思う」（球界再編について） - TBSニュースリリース 04年9月井上社長定例会見[リンク切れ]
  - 「各番組担当者一人一人のモラル、倫理観によるところはNHKもTBSも同じだ。全力をあげてその倫理観に訴え、また会社に対する忠誠義務に訴え、不祥事を避けたい」（NHKの不祥事について） - TBSニュースリリース 04年9月井上社長定例会見[リンク切れ]